# District de Qujiang (Quzhou)
Pour les articles homonymes, voir Qujiang.
Le district de Qujiang (衢江区 ; pinyin : Qújiāng Qū) est une subdivision administrative de la province du Zhejiang en Chine. Il est placé sous la juridiction de la ville-préfecture de Quzhou.